# Andante, Andante
«Andante, Andante» es una canción y un sencillo que publicó el grupo sueco ABBA en varios países de Latinoamérica como El Salvador, Argentina, Ecuador y Chile. El sencillo contiene la versión en español.

## La canción
La música de la canción fue compuesta por Björn y Benny, pero la letra la tradujeron Mary y Buddy McCluskey. Fue grabada en octubre de 1980, en los estudios de Polar Music, grabada primeramente en inglés. La canción habla sobre una mujer que le dice a su pareja que ahora la vida es sencilla al lado suyo y que los dos juntos continuaran andando. La canción salió por primera vez en la versión de Super Trouper para su venta en España y Latinoamérica, y fue rehusada en el disco ABBA Oro como la pista número 12.
Debido a que sólo se lanzó como sencillo en dos países, la canción no tuvo éxito y no apareció en las listas de popularidad.

## La versión en inglés
La versión en inglés de «Andante, Andante» fue escrita por Benny y Björn, siendo grabada el 9 de abril de 1980, en los estudios de Polar Music, llamada primeramente "Hold Me Close". La canción dice prácticamente lo mismo que en español: habla sobre una mujer que le dice a su pareja que ahora su destino es andar por la vida a su lado. La versión en inglés es la versión original.
El tema fue lanzado como sencillo en Argentina, alcanzando el top 10 en mayo de 1981.

## El lado B
- «The Piper (El Flautista)» en Argentina. Es la pista número 8 del álbum Super Trouper
- «Felicidad» en El Salvador. Es la pista número 11 del álbum ABBA Oro.

## Listas
| Lista                    | Posición |
| ------------------------ | -------- |
| Argentina Top 10 Singles | 8        |